# Ko Pjong-uk
Ko Pjong-uk (korejsky 고병욱, anglický přepis: Ko Byung-wook; * 24. ledna 1990) je jihokorejský rychlobruslař.
Ve Světovém poháru působí od sezóny 2007/2008, tehdy také jedinkrát závodil na Mistrovství světa juniorů. V roce 2011 startoval Asijských zimních her, kde skončil na čtvrtém (10 000 m) a pátém místě (5000 m). Prvního světového šampionátu se zúčastnil roku 2012, kdy skončil s jihokorejským týmem na sedmém místě ve stíhacím závodě družstev. V téže disciplíně získal zlatou medaili na Zimní univerziádě 2013 a bronzovou medaili na MS 2015. V sezóně 2014/2015 dosáhl prvenství v celkovém hodnocení Světového poháru ve stíhacích závodech družstev.